# Titularbistum Hypaepa
Hypaepa (ital.: Ipepa) ist ein Titularbistum der römisch-katholischen Kirche. 
Es geht zurück auf einen untergegangenen Bischofssitz in der antiken Stadt Hypaipa in der römischen Provinz Asia. Der Bischofssitz war der Kirchenprovinz Ephesus zugeordnet.
| Titularbischöfe von Hypaepa |                           |                                                       |                  |                 |
| Nr.                         | Name                      | Amt                                                   | von              | bis             |
| 1                           | Edward Gilpin Bagshawe CO | emeritierter Bischof von Nottingham (Großbritannien)  | 27. Januar 1902  | 17. Januar 1904 |
| 2                           | Augustin Henninghaus SVD  | Apostolischer Vikar von Süd-Shantung (Republik China) | 7. August 1904   | 20. Juli 1939   |
| 3                           | Raymond Aloysius Lane MM  | Bischof von Fushun (Volksrepublik China)              | 13. Februar 1940 | 31. Juli 1974   |